# Heidespanner

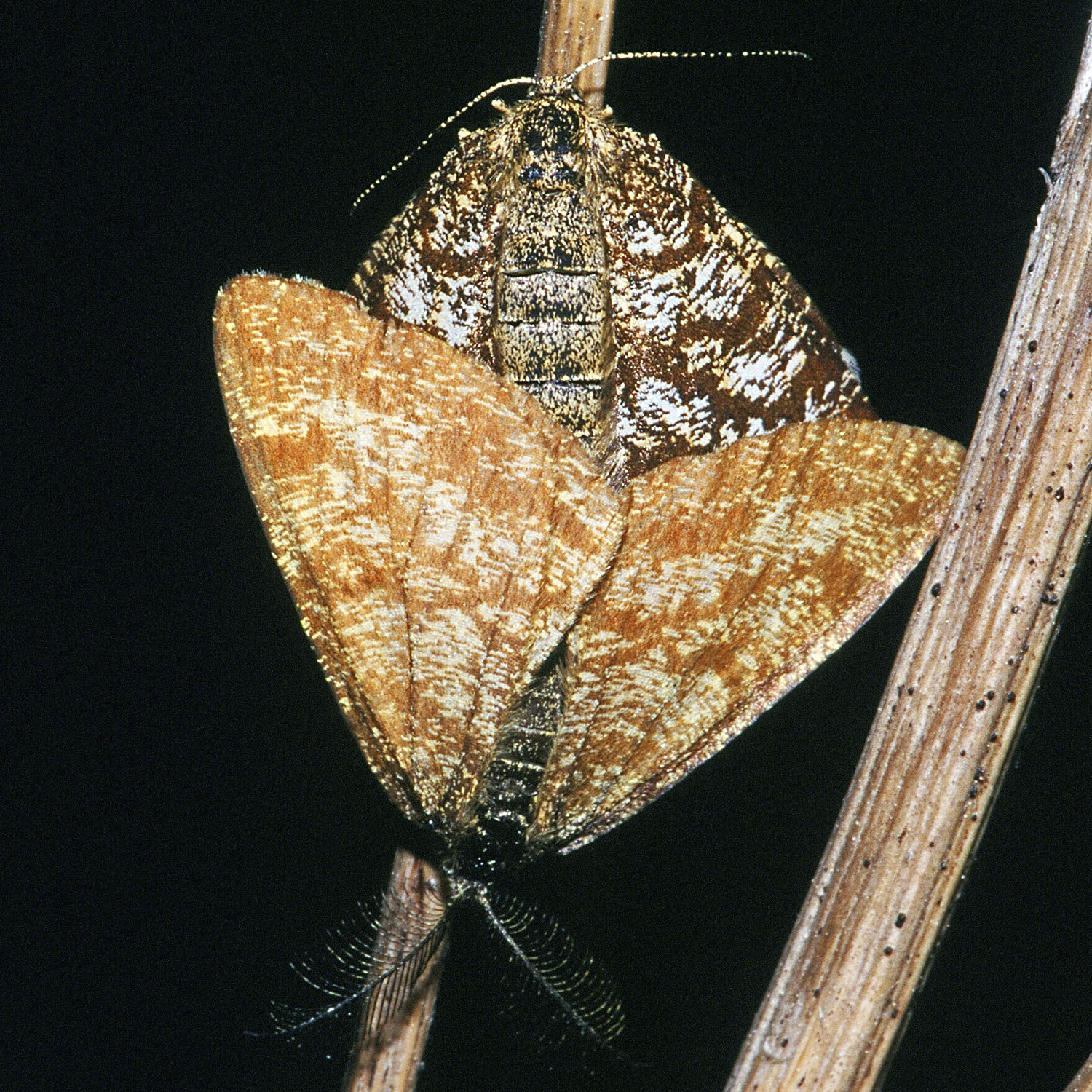
Kopula

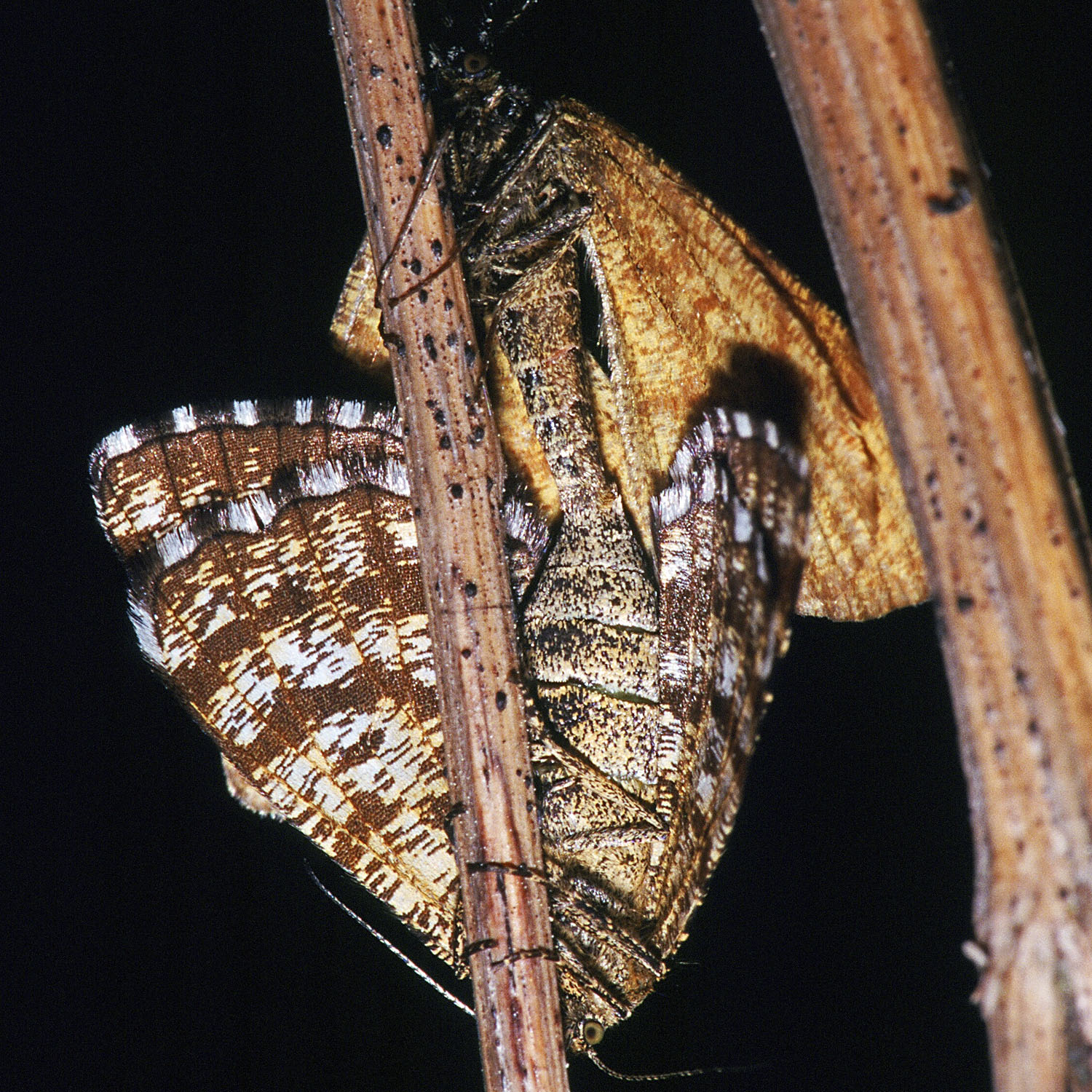
Flügelunterseiten

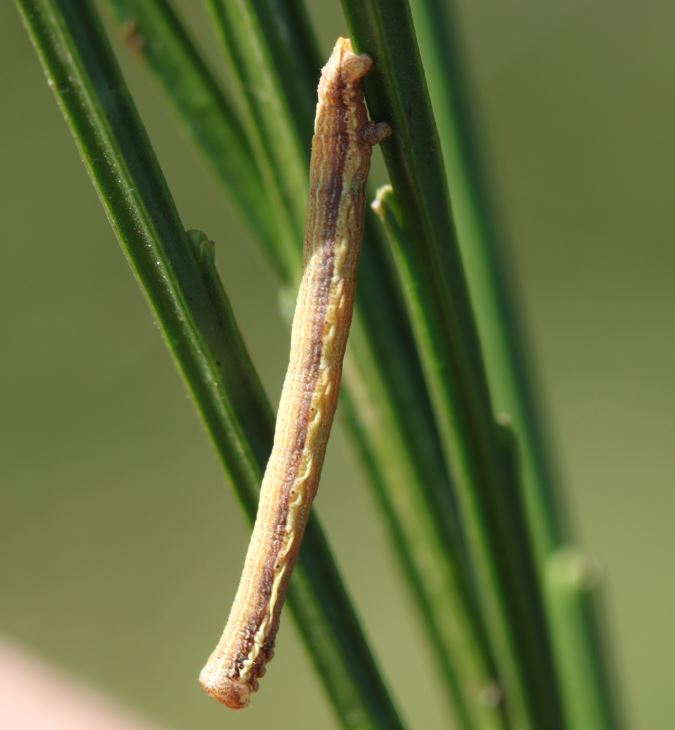
Raupe

Der Heidespanner (Ematurga atomaria) ist ein Schmetterling (Nachtfalter) aus der Familie der Spanner (Geometridae).

## Merkmale
Die Falter erreichen eine Flügelspannweite von 22 bis 34 Millimeter und zeichnen sich durch einen ausgeprägten Sexualdichroismus aus. Die Flügel des Weibchens haben eine weiße Grundfärbung, die der Männchen sind dagegen ockerfarben. Die Flügel beider Geschlechter tragen braune bis dunkelbraune Querlinien mit unterschiedlichem Verlauf. Daneben existieren auch so genannte melanistische Formen, bei denen die charakteristischen Querbinden fehlen. Die Flügeloberseiten sind dann braun bis schwarzbraun gefärbt. Die Männchen besitzen stark gekämmte Fühler, während die der Weibchen fadenförmig sind.
Das Ei ist länglich und grün bis gelbrot.
Die Raupe ist schlank, glatt und bis 30 Millimeter lang. Die Farbe ist wie beim Falter sehr variabel; sie reicht von braun über gelblich, grau bis violettgrau. Die Rückenlinie ist dunkel, die Seitenstreifen hell und gewellt.
Die Puppe ist gelbbraun und punktiert. Der Kremaster ist lang und am Ende gegabelt.

### Unterarten
Mehrere Unterarten sind aus Nordeuropa, Kleinasien, dem Kaukasus sowie Zentral- und Ostasien bekannt.
- Ematurga atomaria alpicolaria (Vorbrodt & Müller-Rutz, 1917)
- Ematurga atomaria isocelata (Scopoli, 1763)
- Ematurga atomaria obsoletaria (Zetterstedt, 1840)
- Ematurga atomaria zetterstedtaria Heydemann, 1930
- Ematurga atomaria orientaria Staudinger, 1871
- Ematurga atomaria meinhardi Krulikowski, 1909
- Ematurga atomaria krassnojarscensis Fuchs, 1899
- Ematurga atomaria arenaria Candèze, 1926
- Ematurga atomaria atomaria (Linnaeus, 1758)
- Ematurga atomaria minuta Heydemann, 1925

## Verbreitung
Der Heidespanner ist von der Iberischen Halbinsel durch West-, Mittel- und Osteuropa über Sibirien bis nach Sachalin anzutreffen. Im Süden reicht sein Verbreitungsgebiet durch den nördlichen Mittelmeerraum bis zum türkischen Teil der Schwarzmeerregion.

## Habitat
Der Heidespanner kann praktisch überall angetroffen werden.

## Lebensweise

### Flugzeiten
Der Heidespanner fliegt in zwei Generationen pro Jahr. Die zweite Generation ist dabei meistens unvollständig. Die erste Generation fliegt von Mitte April bis Juni, die zweite Generation von Juni bis September. Eine klare zeitliche Trennung zwischen den beiden Generationen ist nicht möglich. In höheren Lagen und in kühleren Jahren fliegt meist nur eine Generation von Mai bis August.

### Verhalten
Die Raupen leben polyphag und zeigen eine gewisse Vorliebe für Schmetterlingsblütler wie Ginster. Zu den Raupenfutterpflanzen zählen:
- Gemeine Schafgarbe (Achillea millefolium)
- Gewöhnlicher Beifuß (Artemisia vulgaris)
- Besenheide (Calluna vulgaris)
- Deutscher Ginster (Genista germanica)
- Flügel-Ginster (Genista sagittalis)
- Färber-Ginster (Genista tinctoria)
- Gelbes Sonnenröschen (Helianthemum nummularium)
- Echtes Johanniskraut (Hypericum perforatum)
- Gewöhnlicher Hornklee (Lotus corniculatus)
- Luzerne (Medicago sativa)
- Schlehe (Prunus spinosa)
- Kleiner Sauerampfer (Rumex acetosella)
- Besenginster (Sarothamnus scoparius)
- Heidelbeere (Vaccinium myrtillus)

Die Verpuppung erfolgt in der Erde. Die Puppe überwintert.
Die Art ist am häufigsten morgens und in der Abenddämmerung zu beobachten. Die männlichen Tiere suchen dabei im Zickzack-Flug nach frisch geschlüpften Weibchen. Bei der Nektarsuche wurden die Falter u. a. an folgenden Pflanzen beobachtet:
- Wiesen-Kerbel (Anthriscus sylvestris)
- Bergminzen (Calamintha spec.)
- Echte Waldrebe (Clematis vitalba)
- Gewöhnlich-Buntkronwicke (Securigera varia)
- Gemeine Sichelmöhre (Falcaria vulgaris)
- Habichtskräuter (Hieracium spec.)
- Gewöhnlicher Liguster (Ligustrum vulgare)
- Luzerne (Medicago sativa)
- Oregano (Origanum vulgare)
- Pastinak (Pastinaca sativa)
- Schlangen-Knöterich (Polygonum bistorta)
- Echte Brombeere (Rubus fruticosus agg.)
- Holunder (Sambucus spec.)
- Tauben-Skabiose (Scabiosa columbaria)
- Riesen-Goldrute (Solidago gigantea)
- Löwenzahn (Taraxacum spec.)
- Arznei-Thymian (Thymus pulegioides)

## Schadwirkung
Der Heidespanner kann regional recht häufig sein und als Schädling wahrgenommen werden. In Weißrussland gilt er als ein Schädling an der Großfrüchtigen Moosbeere (Vaccinium macrocarpon). 1989 trat er in Norditalien als Schädling an Sojabohnen (Glycine max) auf.